# 拉孜镇
拉孜镇（藏語：ལྷ་རྩེ་），是中华人民共和国西藏自治区日喀则市拉孜县下辖的一个乡镇级行政单位。

## 行政区划
拉孜镇下辖以下地区：
拉孜村、玉哲村、孜果村、夏杂村、措布村、琼嘎村、萨龙村、拉龙村、齐加村和白列村。